# Luise Kräuter
Luise Kräuter (* 3. Februar 1891 in Freiburg im Breisgau; † 21. Dezember 1937 ebenda) war eine deutsche Politikerin (SPD).

## Leben
Luise Kräuter ist als Tochter des Feilenhauers und Abgeordneten Ernst Kräuter geboren. Sie besuchte die Volksschule und anschließend die höhere Mädchenbürgerschule in Freiburg. Zwischen 1912 und 1914 machte sie eine Ausbildung als Verkäuferin. In diesem Zusammenhang kam sie zum ersten Mal mit einem Verband in Berührung, sie wurde Mitglied und Schriftführerin des Verbandes der Handlungsgehilfinnen in Freiburg. 1914 bis 1919 war sie Filialleiterin bzw. Geschäftsführerin des „Lebensbedürfnis- und Produktivvereins Freiburg“.
Das politische Interesse hatte sie ganz offensichtlich von ihrem Vater übernommen. Dieser war von 1905 bis 1912 Landtagsabgeordneter der SPD in Baden. 1919 wurde Luise Kräuter selbst in den Badischen Landtag gewählt. Sie gehörte diesem allerdings nur bis 1921 an. Warum sie nur ein so kurzes parlamentarisches Gastspiel gab, ist ungeklärt. Möglicherweise hing es mit ihrer danach erfolgten Heirat mit einem Freiburger Gastwirt zusammen. 
Sie starb mit nur 46 Jahren in Freiburg.